# جاسبر جونز (فلم)
جاسبر جونز (بالإنجليزية: Jasper Jones) هو فيلم دراما وغموض تم إنتاجه في أستراليا وصدر في سنة 2017، وهو من إخراج راشيل بيركينز. من بطولة الطفل ليفي ميلر وتوني كوليت وهوغو ويفنغ والطفلة أنجوري رايس.

## القصة
يحكي الفيلم قصة طفل مراهق «تشارلي بكتين» يعيش بقرية حياة مراهق عادية، لكن بأحد الليالي جاء لغرفته أحد شباب القرية «جاسبر جونز» وهو شخص غامض بالقرية. أخذه للغابة ليريه جثة فتاة معلقة بشجرة مدعياً أنه لم يقتلها وإنما قتلها شخصاً آخر، طلب تشارلي أن يقوم بإخبار الشرطة ولكن جاسبر رفض لأن الشرطة ستدعي أنه القاتل لأنها صديقته وهو مكان التقائهما الدائم. اقتنع تشارلي بإدعاء جاسبر، وبدأت علامات الخوف تظهر عليه، ولكنه بدأ يساعد جاسبر في طريقة لإيجاد القاتل. خلال مجريات القصة تبدأ قصة عشق بين تشارلي وشقيقة الفتاة المشنوقة «لورا» والتي تعاني من مشاكل مع عائلتها، كذلك تشارلي كان عنده مشاكل مع والدته غير المتفهمة والتي تدخل في قصة خيانة زوجية أثرت سلباً على علاقته بأمه.
بعدما دارت شكوك تشارلي وجاسبر على أن القاتل هو رجل عجوز قاتل يعيش في طرف القرية، ذهب جاسبر برفقة تشارلي ليلة رأس السنة لمهاجمته، لكن تبين لاحقاً أنه جده من والده والذي تسبب بمقتل والدته بحادث سير، مما جعل إبنه (والد جاسبر) يحقد عليه ويمنعه من التعرف على جاسبر طوال حياته. في نهاية الفيلم يتضح أن صديقة تشارلي الحميمة «لارا» تخفي سراً عن وفاة أختها، حيثُ أنها انتحرت بعد مشكلة عائلية مع والدها وبسبب حبها لجاسبر الذي لم يعد يقابلها.

## الميزانية والإيرادات
بلغت تكلفة إنتاج الفيلم حوالي A5.5 مليون دولار.

## وصلات خارجية
- جاسبر جونز على موقع IMDb (الإنجليزية)
- جاسبر جونز على موقع روتن توميتوز (الإنجليزية)
- جاسبر جونز على موقع فيلمافينيتي (الإسبانية)
- جاسبر جونز على موقع قاعدة بيانات الفيلم (الإنجليزية)
- جاسبر جونز على موقع ليتربوكسد (الإنجليزية)
- جاسبر جونز على موقع كينوبويسك (الروسية)